# ナツグミ
ナツグミ（夏茱萸、学名: Elaeagnus multiflora）はグミ科グミ属の落葉小高木。山野に生える。別名は、ホソバナツグミ。夏に実が熟すのでこの名がある。

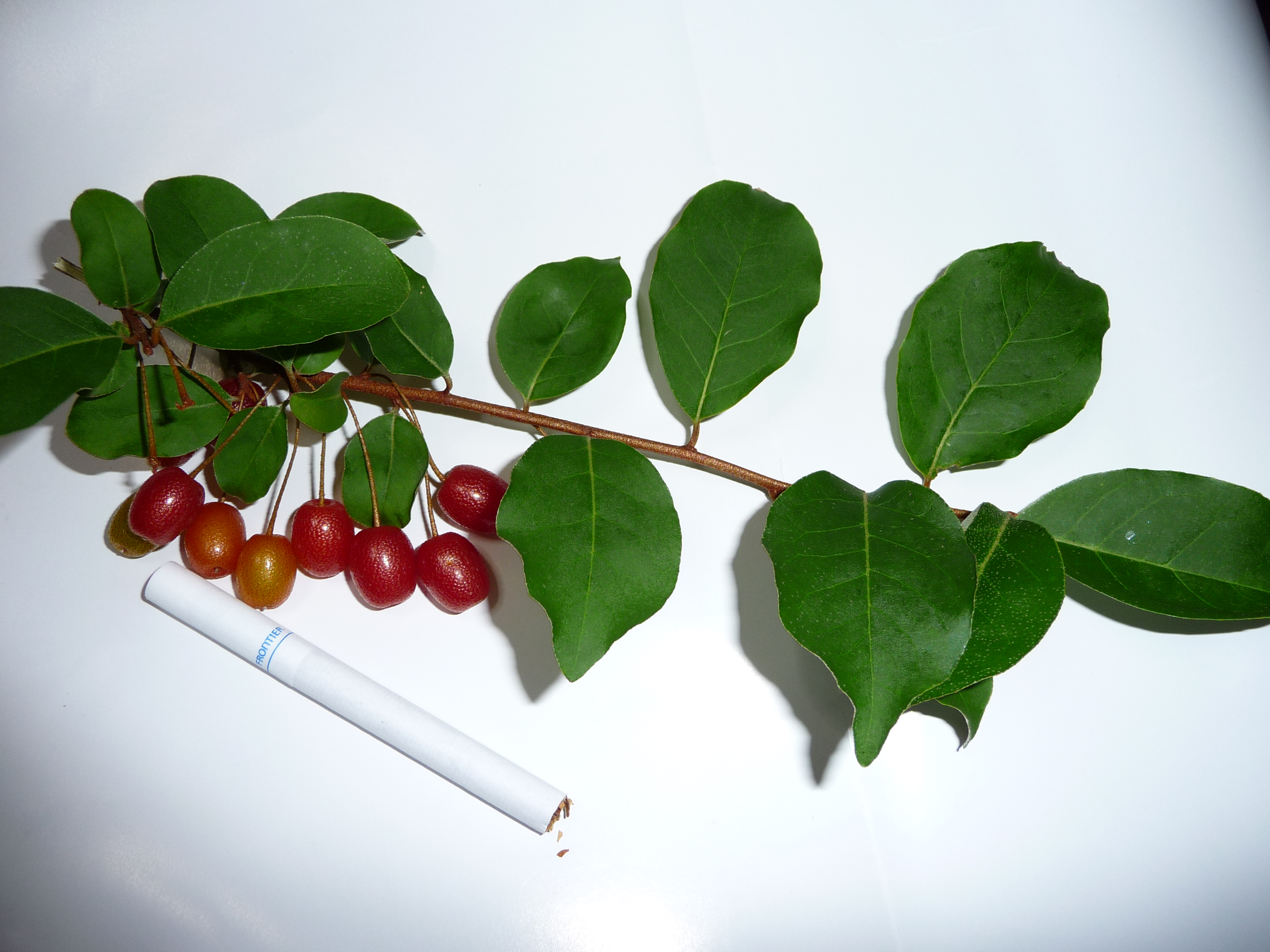
ナツグミの実と葉、大きさ比較のたばこ、2008年6月撮影

## 分布と生育環境
日本の本州関東・中部地方（福島県から静岡県の太平洋側）、四国に分布し、山野に自生する。庭などにも植えられる。

## 形態・生態
落葉広葉樹の小高木。枝はよく分枝する。樹皮は暗灰褐色で皮目があり、若木のうちはなめらかで皮目が多いが、太くなると縦に裂ける。若い枝には褐色を帯びた鱗状毛が密生し、赤褐色に見える。果実や葉の表面には、うろこ状の毛がある。葉は互生し、長さ3 - 10センチメートル (cm) の長楕円形から倒卵状長楕円形で、表面にある灰白色の鱗片はやがて脱落するが、裏面には灰白色と褐色の鱗片が残る。
花期は4 - 5月ごろ。葉のつけ根に1 - 2個の淡黄色の花が垂れ下がって咲く。花弁に見えるのは萼（萼筒）で、長さは7 - 8ミリメートル (mm) あって先端が4裂する。
果期は5 - 7月。果実は偽果で、長さ12 - 17 mmの広楕円形をしており、長さ2 - 5 cmほどの果柄がついてアキグミよりも長い。果実は赤く熟すと、少し渋いが食べられる。
冬芽は裸芽で幼い葉が複数集まり、褐色の鱗状毛が密生する。枝先の頂芽は側芽よりもやや大きく、側芽は枝に互生する。葉痕は半円形か三角形で、維管束痕が1個つく。

## 品種
- ホソバナツグミ（学名: Elaeagnus multiflora Thunb. var. multiflora f. multiflora[7]） - 狭義のホソバナツグミ

## 変種
- トウグミ（学名: E. multiflora var. hortensis）
これがよく植栽されている。ナツグミ、トウグミはよく似ているが、葉の表をルーペで拡大し鱗状毛があればナツグミ、星状毛があればトウグミである。
- ダイオウグミ（学名: E. multiflora var. gigantea）
特に果実が大きい。ビックリグミともいう。鑑賞用兼食用（果実）として栽培されることが多い。